# Francis Dereham
Francis Dereham, död 1541, var en engelsk hovfunktionär. Han är främst känd för att ha haft en kärleksaffär med drottning Katarina Howard, innan hon blev Henrik VIII:s femte hustru. Dereham blev senare sekreterare vid hovet. 
Dereham tillhörde lågadeln. Han tillhörde uppvaktningen vid änkehertiginnan Agnes Howards hushåll i Horsham och Lambeth. Under sin tid där hade han ett förhållande med först Joan Bulmer och sedan med Katarina Howard. Under natten brukade han och Edward Waldegrave tillsammans gå till flickornas sovsal, där Waldegrave hade samlag med Derehams före detta Joan Bulmer, och Dereham hade samlag med Katarina Howard. 
Dereham och Katarina uppges 1538 ha ingått en hemlig trolovning under äktenskapslöfte som sedan fullbordats genom samlag, något som på den tiden var vanligt och sågs som ett lagligt bindande äktenskap. 
Derehams rival Henry Manox talade dock om för änkehertiginnan att Katarina och Dereham hade ett förhållande, något som ledde till ett stort uppträde och gjorde att Dereham kastades ur huset och förvisades till Irland. Innan han gav sig av, gav han Katarina en summa pengar att förvara åt sig, vilket har tolkats som ett tecken på att de betraktade sig som gifta. Han uppges under sin tid på Irland ha ägnat sig åt sjöröveri, något som då inte var ovanligt i det irländska farvattnen. 
Katarina Howard gifte sig 1540 med Henrik VIII och blev drottning. I augusti 1541 anställdes han vid Katarinas hushåll som först sekreterare och sedan hovman på rekommendation från änkehertiginnan. Anledningen förmodas ha varit att förhindra att han avslöjade att Katarina inte varit oskuld då hon gifte sig med kungen. 2 november 1541 inleddes en undersökning om drottning Katarina Howards sexualliv sedan Mary Lascelles uppgett att hon inte varit oskuld när hon gifte sig med kungen med hänvisning till vad som skett i Lambeth. Henry Manox och Francis Dereham blev båda gripna och förhörda. 
Francis Dereham erkände under tortyr att han varit trolovad med Katarina men förnekade att han hade haft sex med henne sedan hon gift sig med kungen, och uppgav istället att Thomas Culpeper hade blivit hennes älskare sedan hon gift sig. 
Francis Dereham och Thomas Culpeper avrättades båda för högförräderi mot kungen genom äktenskapsbrott med drottningen 10 december 1541. 